# Schloss Gottenau

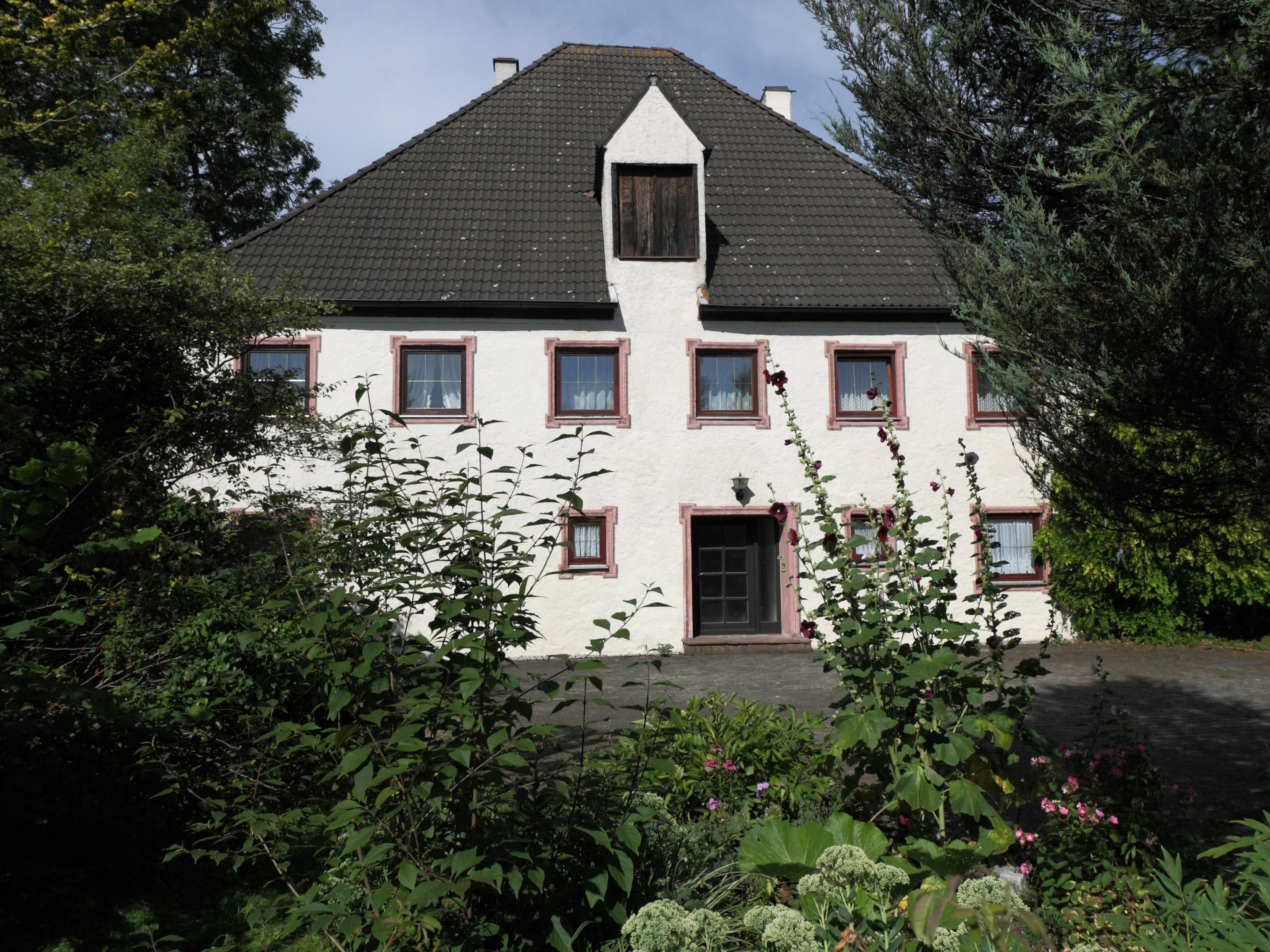
Ostansicht des ehem. Fuggeerschloses

Das Schloss in Gottenau, einem Ortsteil der Gemeinde Markt Rettenbach im Landkreis Unterallgäu (Bayern), wurde vermutlich in der ersten Hälfte des 18. Jahrhunderts errichtet und steht unter Denkmalschutz. Das Gebäude befindet sich inmitten eines mittelalterlichen Burgstalles und war ehemals im Besitz der Fugger. Es hat zwei Geschosse, ein Walmdach und auf der Ostseite des Dachs ein geschweiftes Zwerchhaus (Lukarne). Der korbbogige Eingang ist zugemauert. An der Fassade sind noch Reste architektonischer Bemalung vorhanden.